# Bjørn Fjørtoft

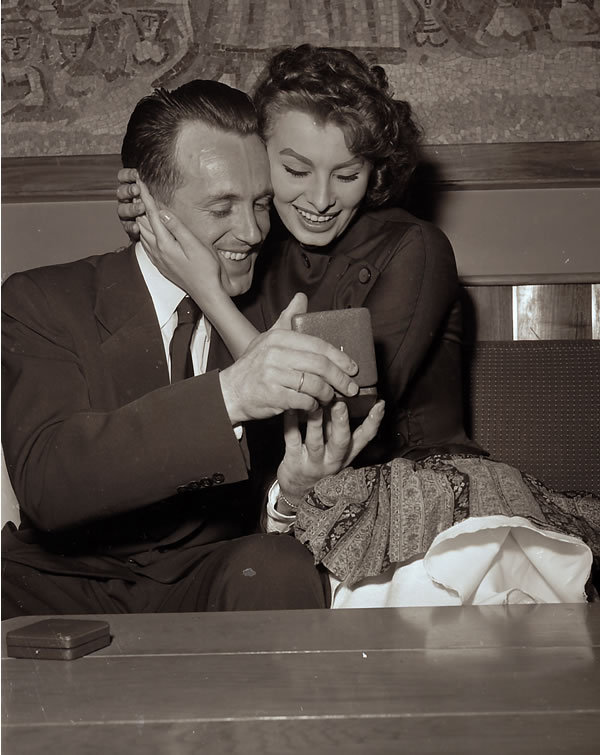
Hallgeir Brenden a Sophia Lorenová po získání zlaté medaile, 1956

Bjørn Fjørtoft (17. března 1928, Oslo – 8. února 2015) byl norský fotograf, který dlouhou dobu pracoval jako fotožurnalista pro Aftenposten.

## Životopis
Pravděpodobně jeho nejznámější fotografie je olympijský vítěz Hallgeir Brenden a Sophia Lorenová po získání zlaté medaile v Brendens v běhu na 15 km v průběhu zimních olympijských her v italské Cortině d'Ampezzo.
Fjørtoft část svého vzdělání absolvoval v Německu na Institut für Bildjournalismus v Mnichově v letech 1952–1954. Byl zaměstnán v redakci týdeníku Morgenbladet v letech 1954-1956, Billedbladet v letech 1956-1958, Aftenposten v letech 1958-1959, Billedjournalen v letech 1959-1969 a k deníku Aftenposten se vrátil roku 1969.

## Galerie

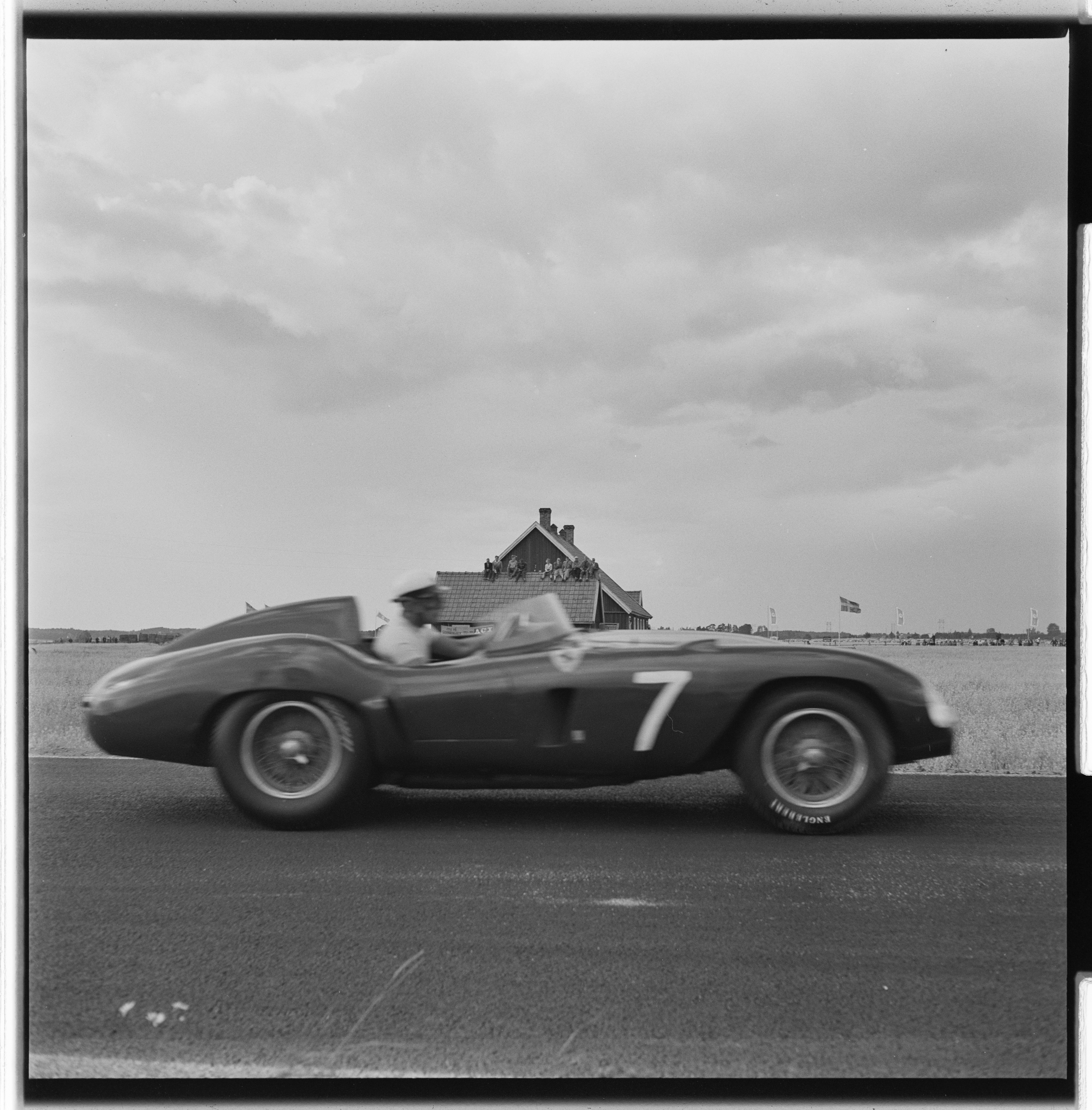
GP Kristianstad Ferrari, 1955
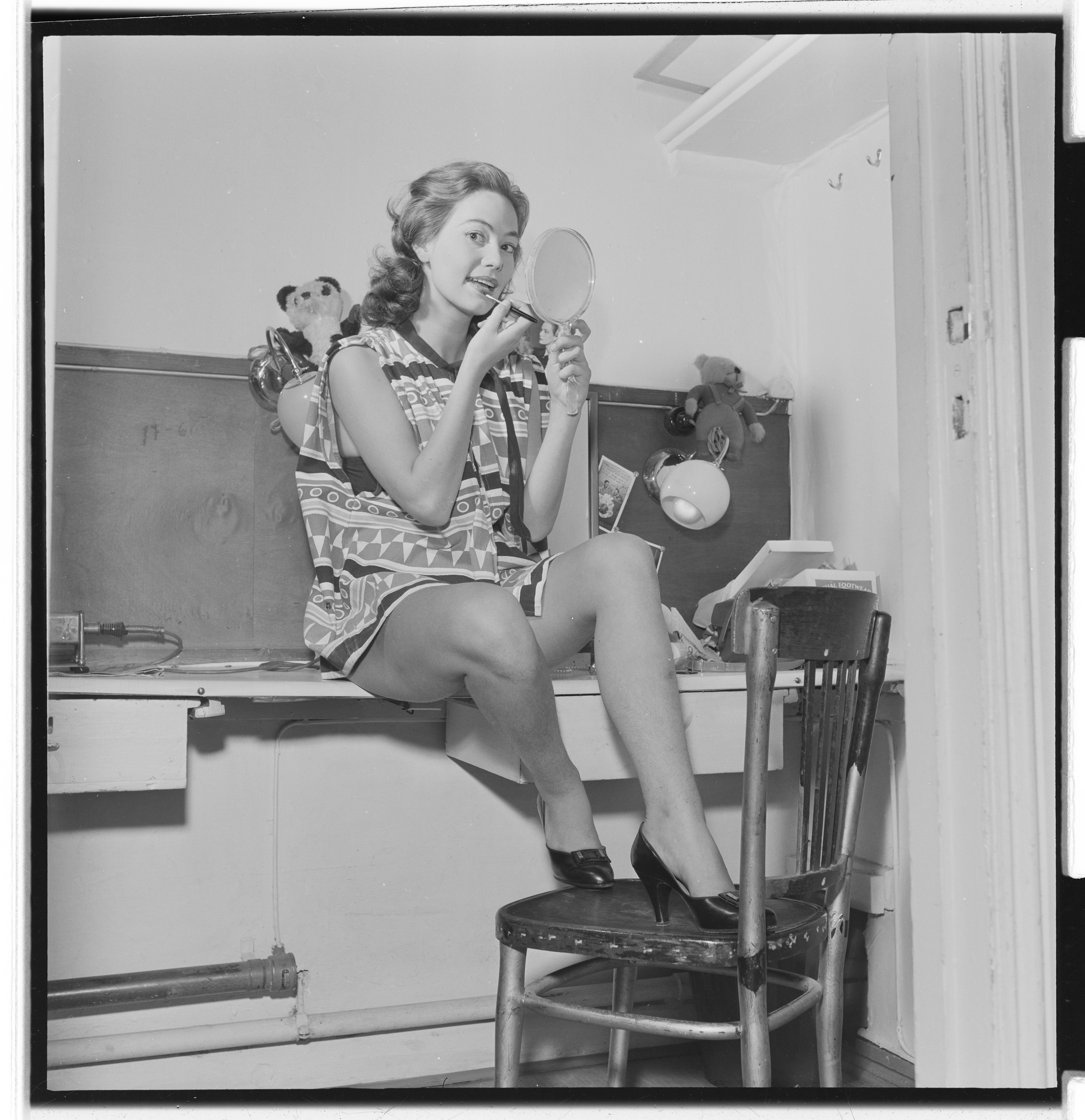
Anne-Lise Tangstad, norská herečka
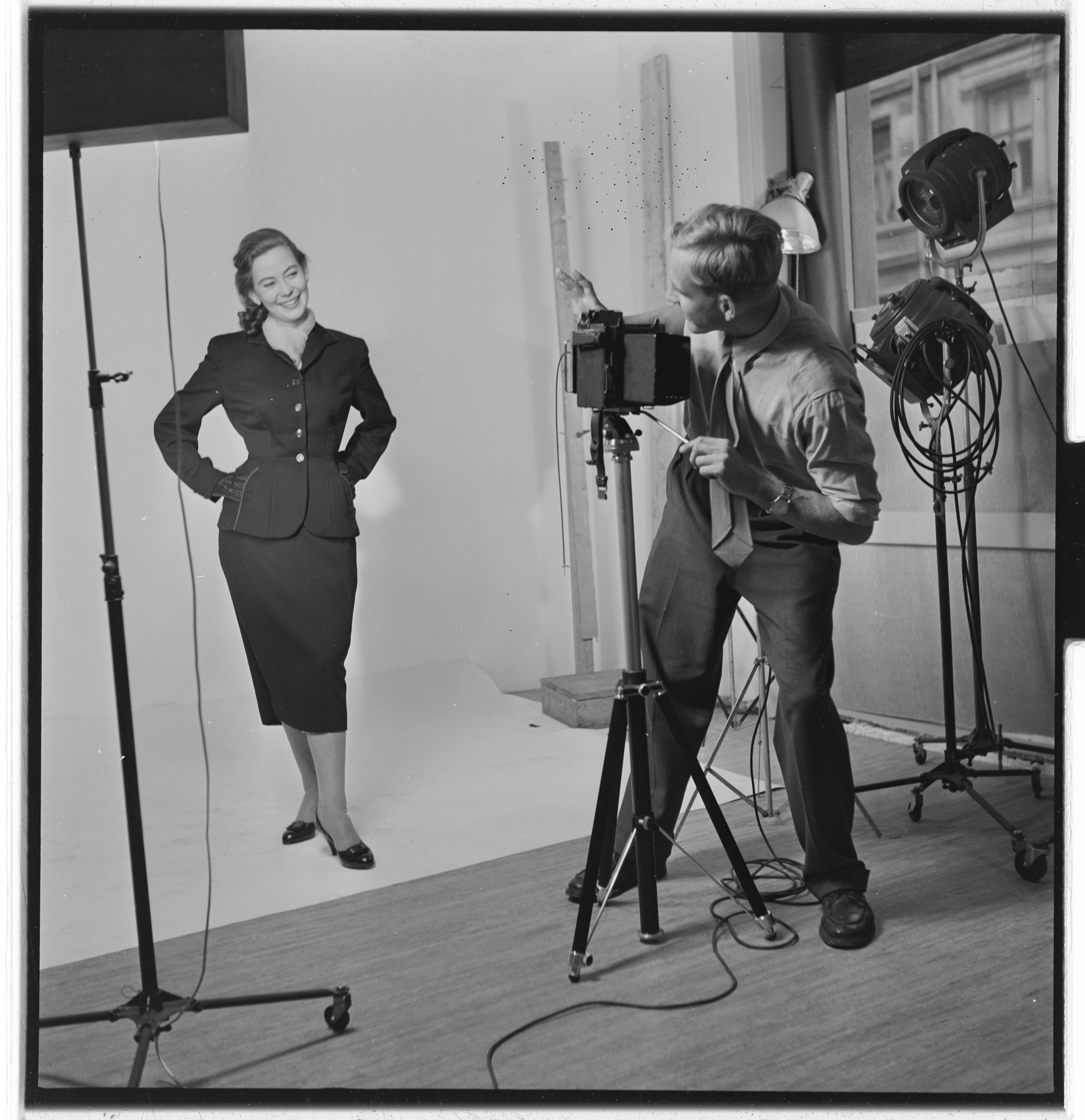
Anne-Lise Tangstad
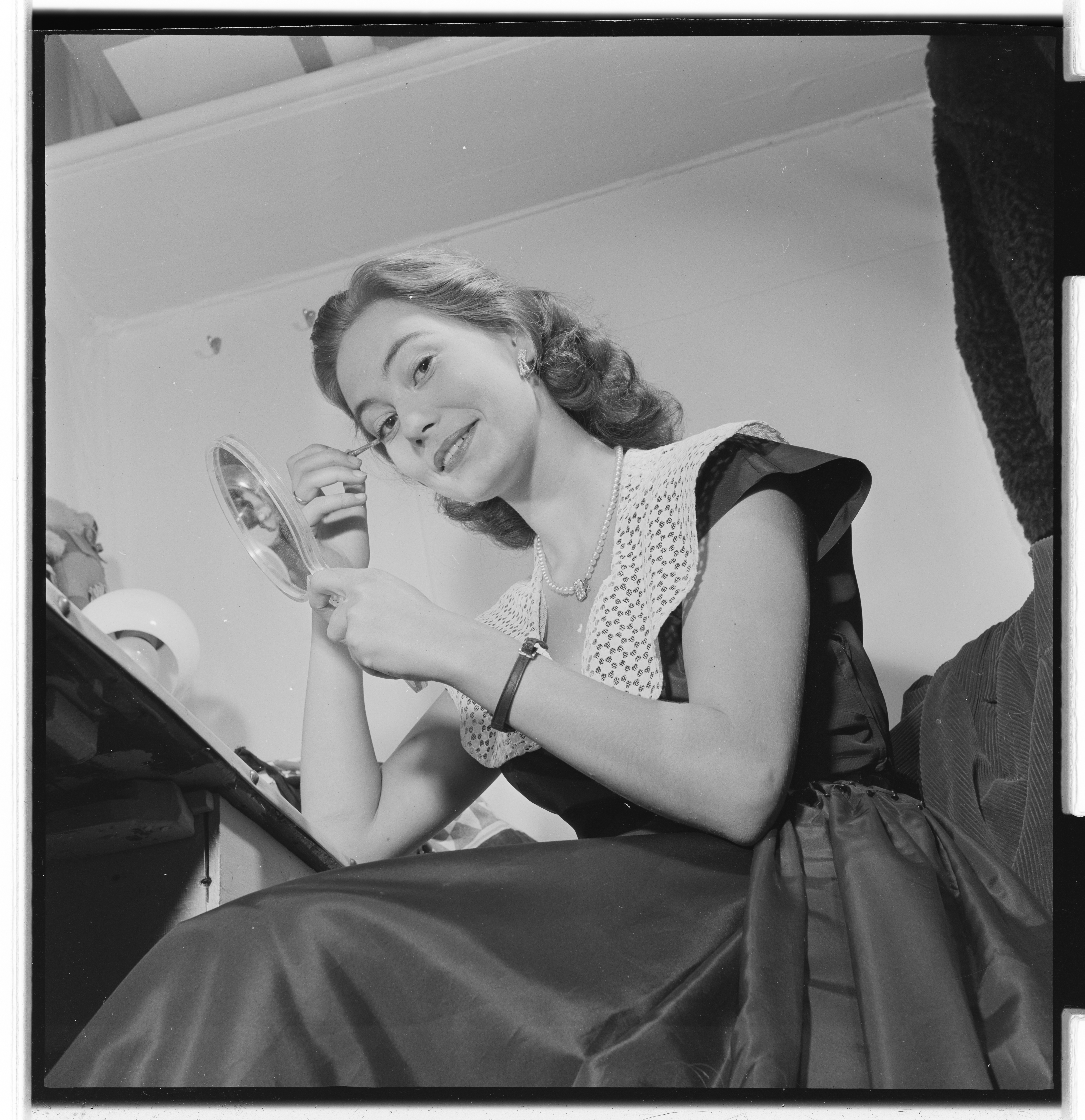
Anne-Lise Tangstad
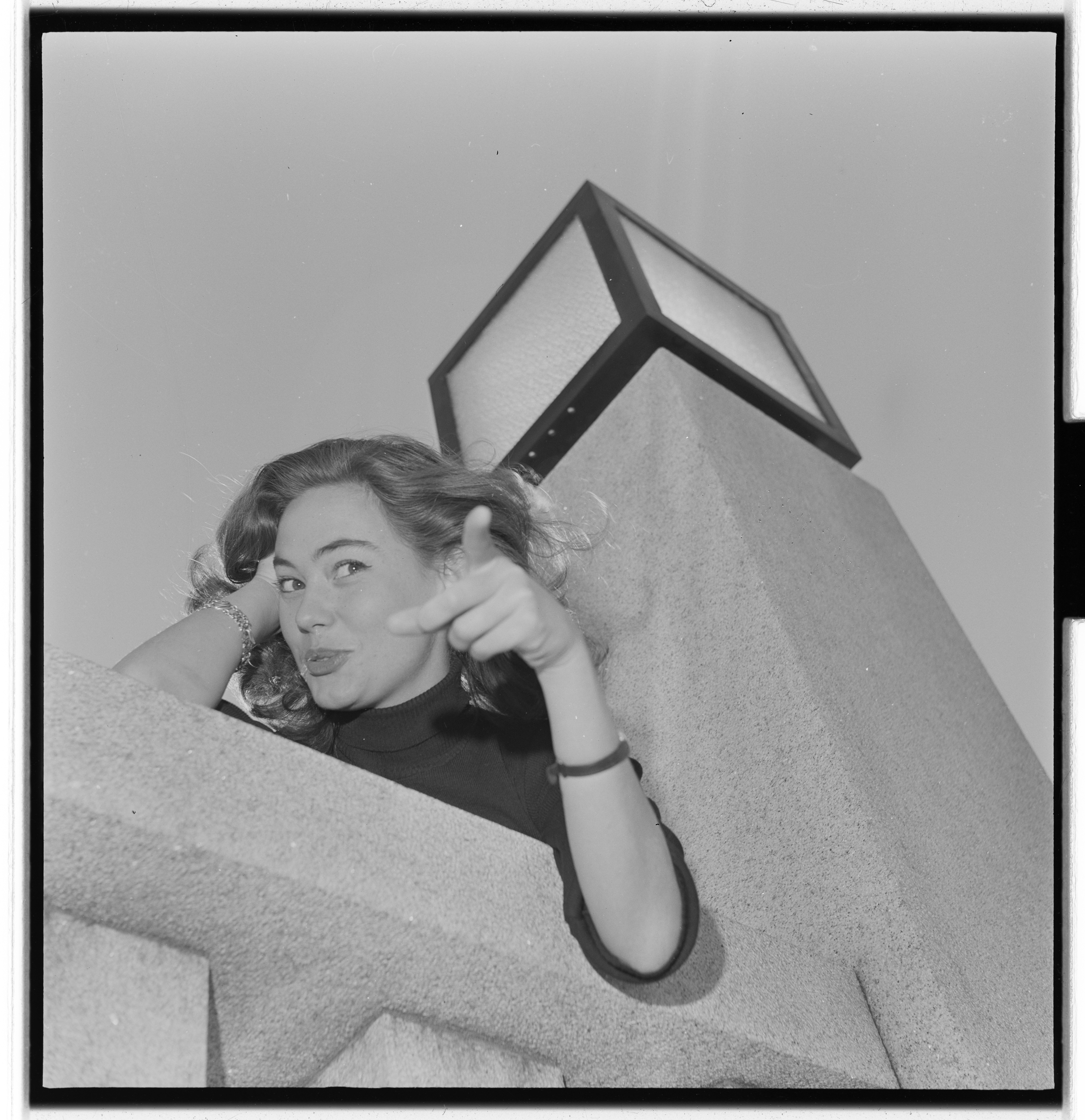
Anne-Lise Tangstad
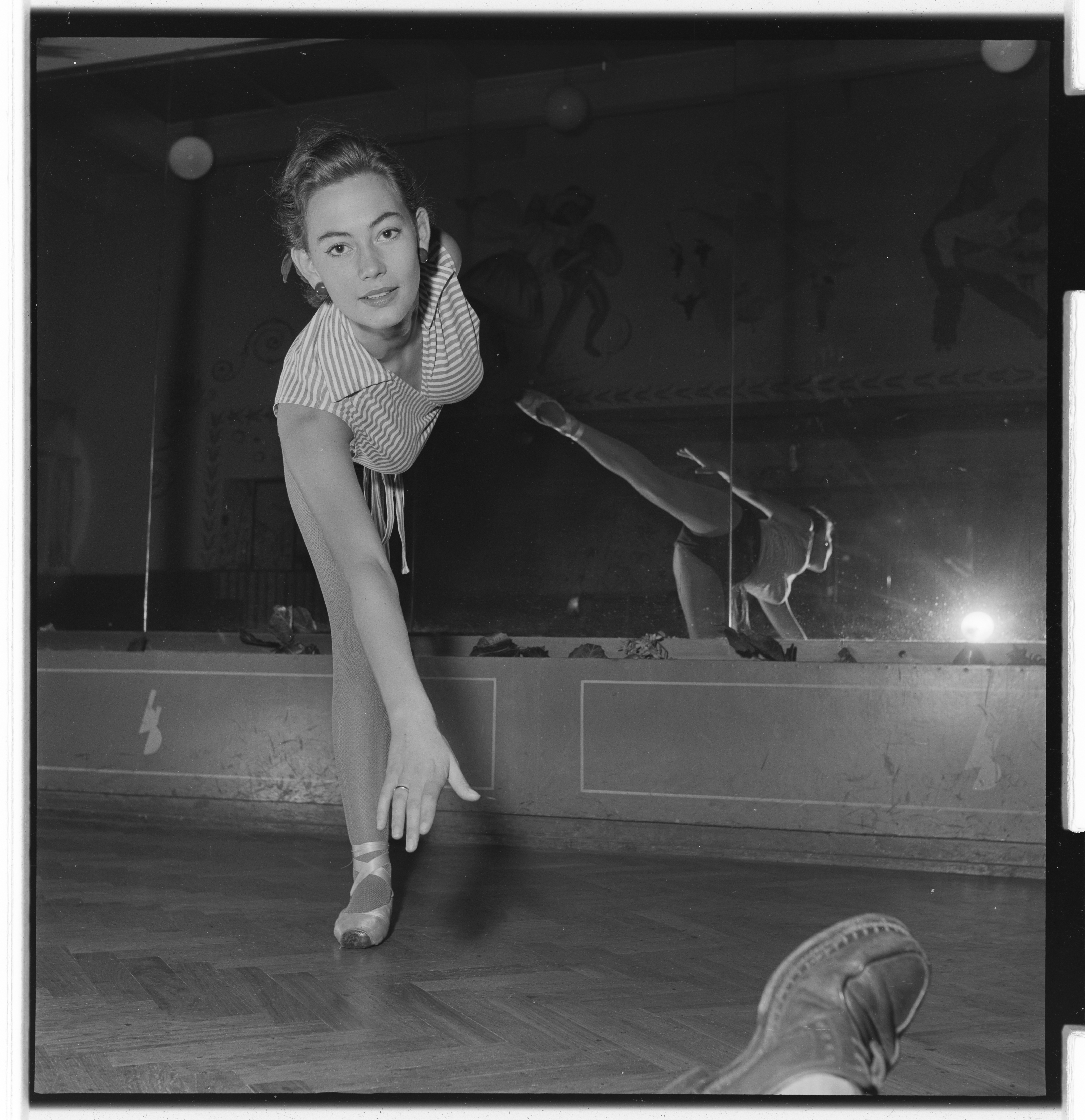
Anne-Lise Tangstad